# پل پترسون
پل پترسون (به انگلیسی: Paul Petersen) (زاده ۲۳ سپتامبر ۱۹۴۵) بازیگر، خواننده، نویسنده آمریکایی است.
از فیلم‌های معروف او می‌توان به بازی در فیلم زمانی برای کشتن اشاره کرد.